# São Vicente do Paul e Vale de Figueira
São Vicente do Paul e Vale de Figueira (oficialmente: União das Freguesias de São Vicente do Paul e Vale de Figueira) é uma freguesia portuguesa do município de Santarém, com 71,82 km² de área e 2625 habitantes (censo de 2021). A sua densidade populacional é 36,5 hab./km².

## História
Foi criada aquando da reorganização administrativa de 2012/2013,  resultando da agregação das antigas freguesias de São Vicente do Paul e Vale de Figueira.

## Demografia
A população registada nos censos foi:
| Distribuição da População por Grupos Etários | Distribuição da População por Grupos Etários | Distribuição da População por Grupos Etários | Distribuição da População por Grupos Etários | Distribuição da População por Grupos Etários | Distribuição da População por Grupos Etários |
| -------------------------------------------- | -------------------------------------------- | -------------------------------------------- | -------------------------------------------- | -------------------------------------------- | -------------------------------------------- |
| Antes da agregação                           |                                              |                                              |                                              |                                              |                                              |
| Ano                                          | 0-14 anos                                    | 15-24 anos                                   | 25-64 anos                                   | >= 65 anos                                   | Total                                        |
| 2001                                         | 435                                          | 431                                          | 1695                                         | 818                                          | 3379                                         |
| 2011                                         | 355                                          | 259                                          | 1487                                         | 816                                          | 2917                                         |
| Após a agregação                             |                                              |                                              |                                              |                                              |                                              |
| Ano                                          | 0-14 anos                                    | 15-24 anos                                   | 25-64 anos                                   | >= 65 anos                                   | Total                                        |
| 2021                                         | 240                                          | 261                                          | 1235                                         | 889                                          | 2625                                         |